# Paspalum marmoratum
Paspalum marmoratum är en gräsart som beskrevs av João Geraldo Kuhlmann. Paspalum marmoratum ingår i släktet tvillinghirser, och familjen gräs. Inga underarter finns listade i Catalogue of Life.